# 奇異果
獼猴桃，又稱奇異果、猕猴梨、藤梨、毛梨、羊桃、陽桃、几维果、木子、毛木果等，是獼猴桃屬多種木質攀緣植物的可食用漿果。最常見的獼猴桃品種（Hayward）是橢圓形，大小約為一顆大型雞蛋，長度為5-8厘米（2.0-3.1英寸），直徑為4.5-5.5厘米（1.8-2.2英寸）。奇異果的果皮呈纖維狀、顏色為暗綠色或棕色，而果肉是鮮綠色或金色，內有可食用的黑色種子。奇異果質地柔軟，味道甜而獨特，原產於中國，但現在全世界均有生產，是紐西蘭、澳洲、智利、法國、意大利、希臘等國家的商業作物。

## 历史
奇異果的原生地為中國。1904年，旺加努伊女子中学的校长玛丽·伊莎贝尔·弗雷泽女士把中國湖北宜昌的奇異果種子帶回紐西蘭之後，把种子转送给当地的果树专家，之后辗转送到当地知名的园艺专家亚历山大手中，培植出紐西蘭第一株獼猴桃树。迄今为止，新西兰出产的绿色奇异果「kiwifruit」的名字已经风行全世界，而新西兰在奇异果营销、研发和价格方面的影响力，也是世界第一。除綠色奇異果外，紐西蘭還育出了一種「金奇異果」味道較清甜，酸味弱。现在主要出产国家有紐西蘭、意大利、法國、中国、智利等。

## 圖庫

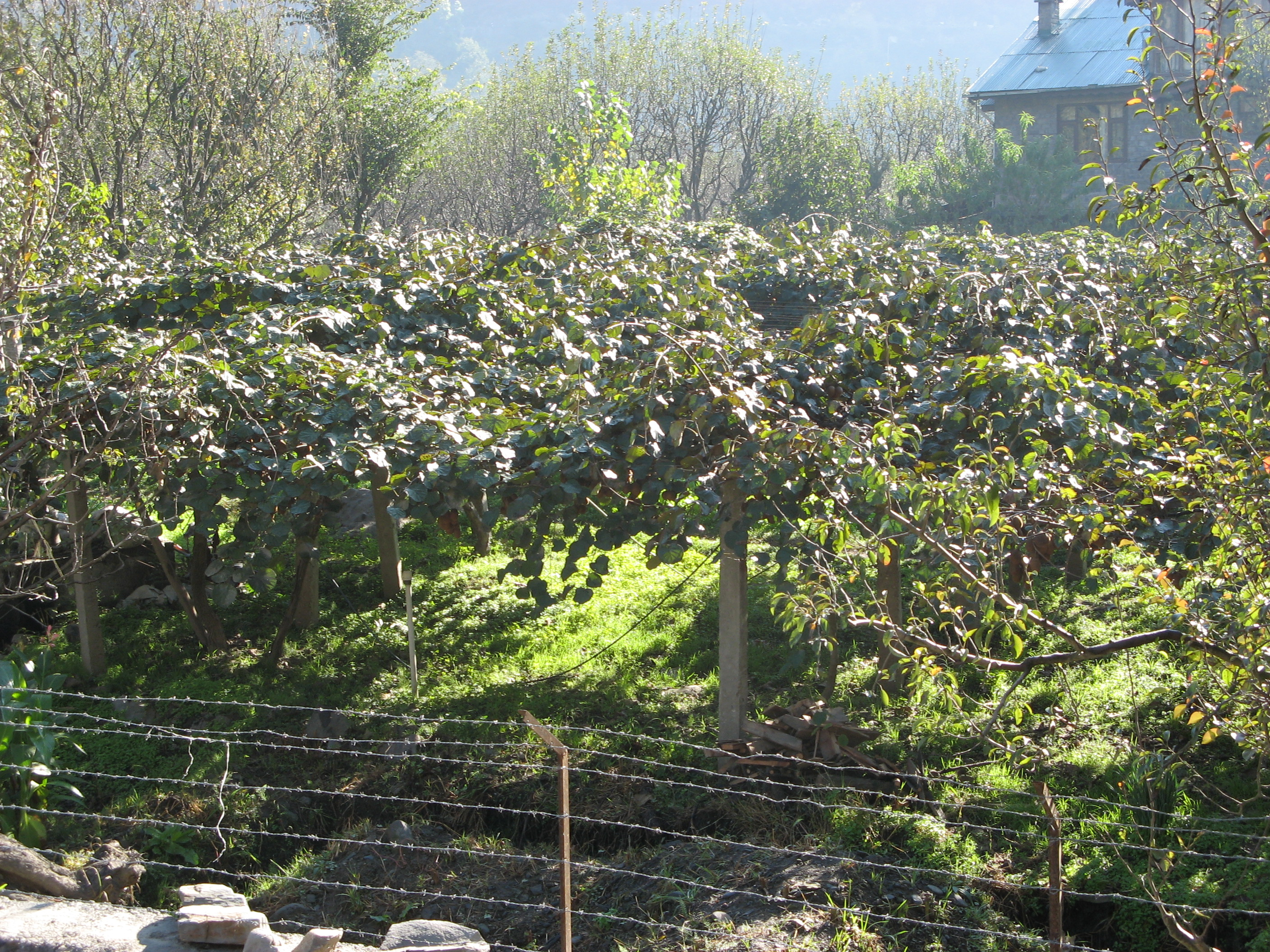
印度喜马偕尔邦奇異果果园
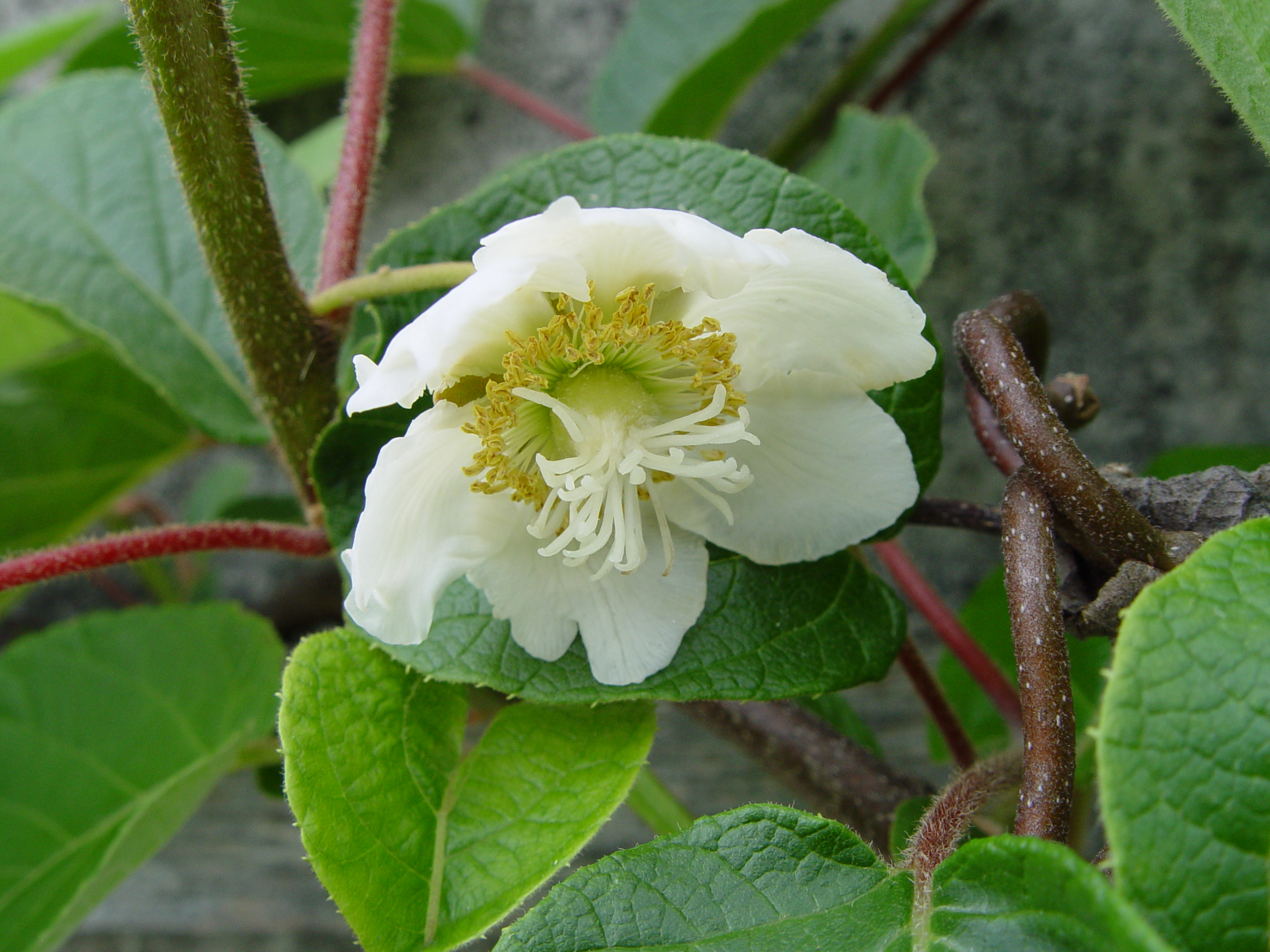
雌花
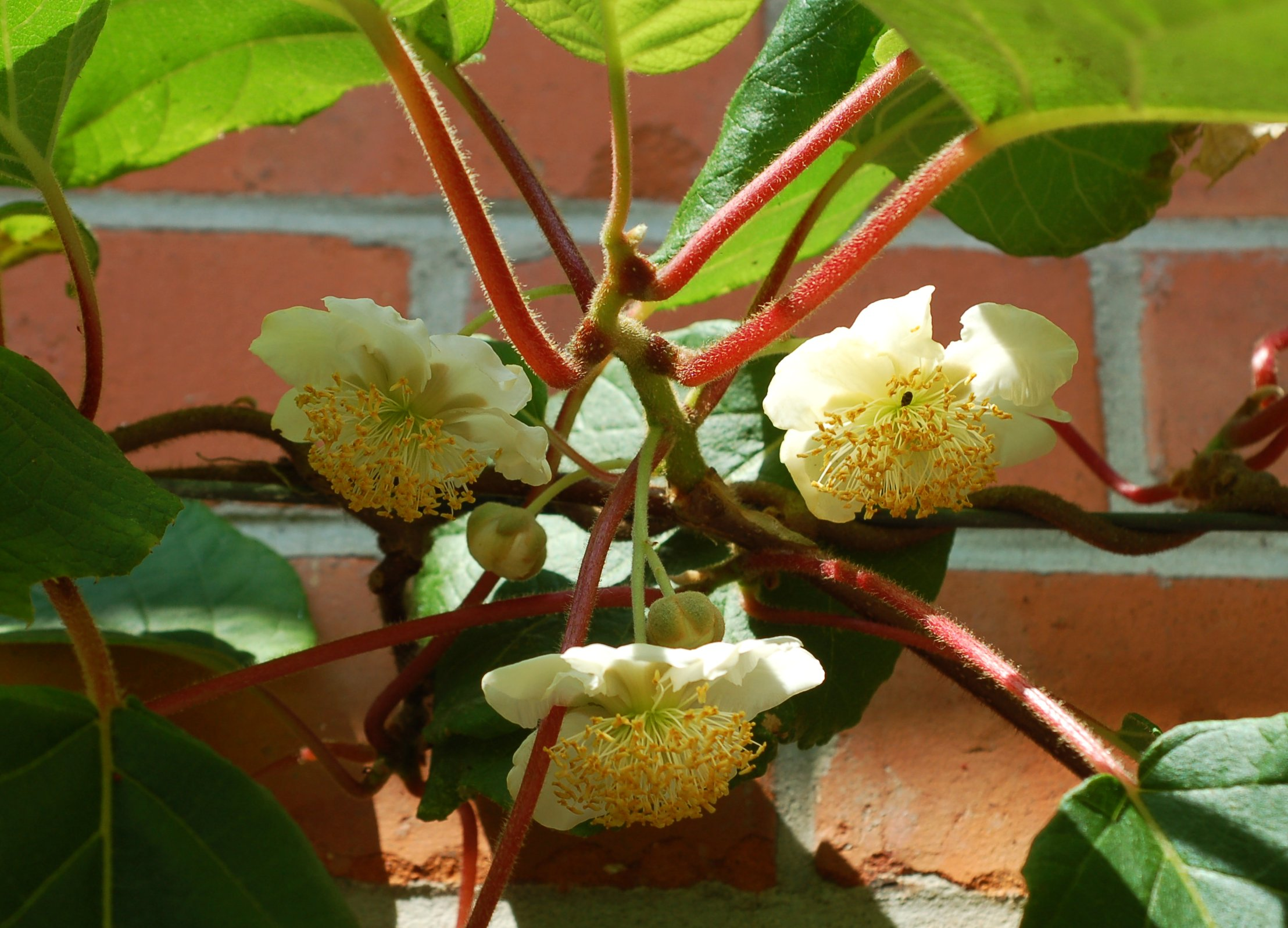
雄花
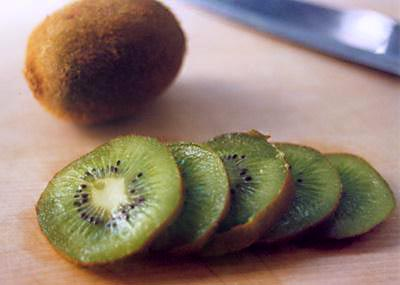
刨切奇異果
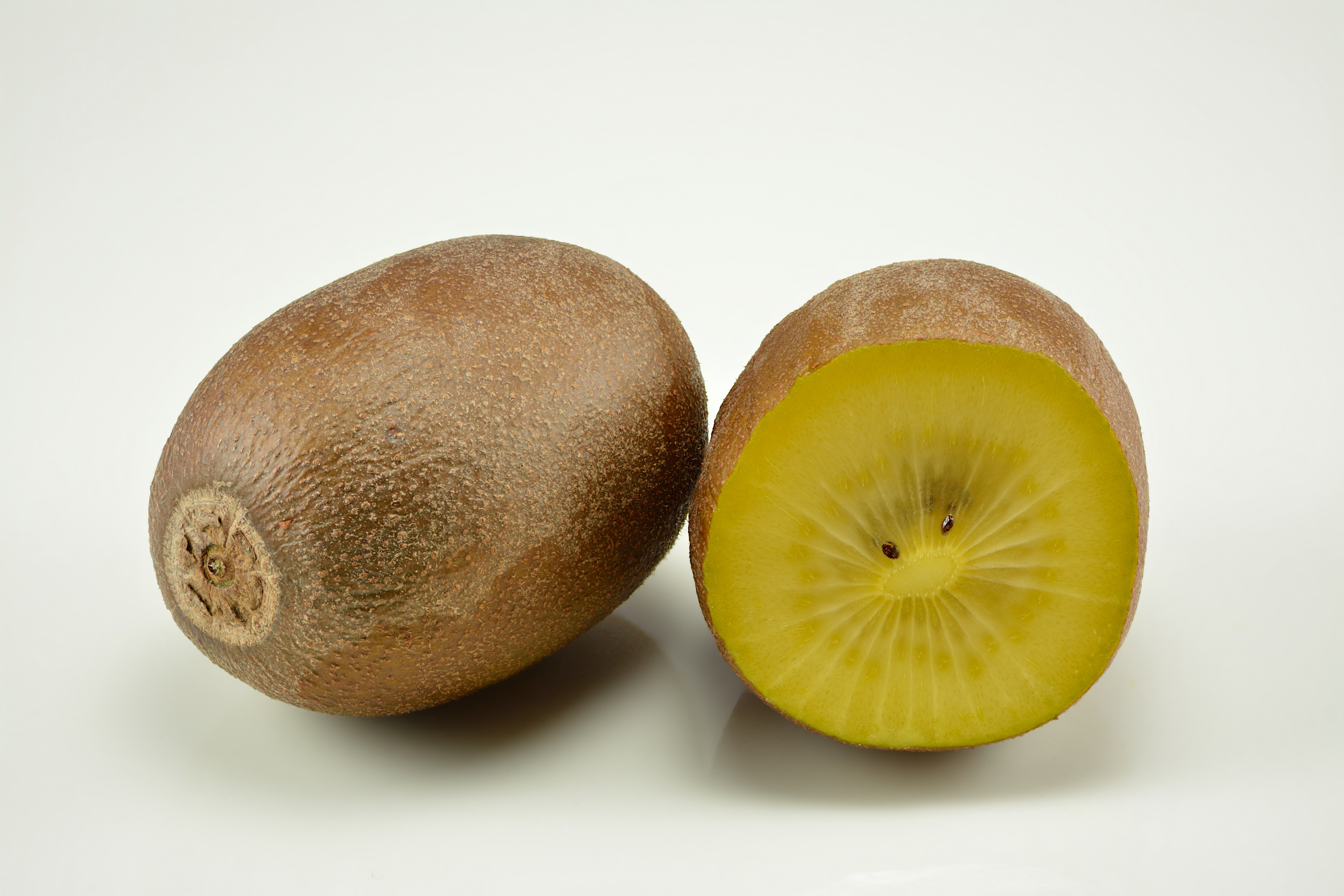
金奇異果
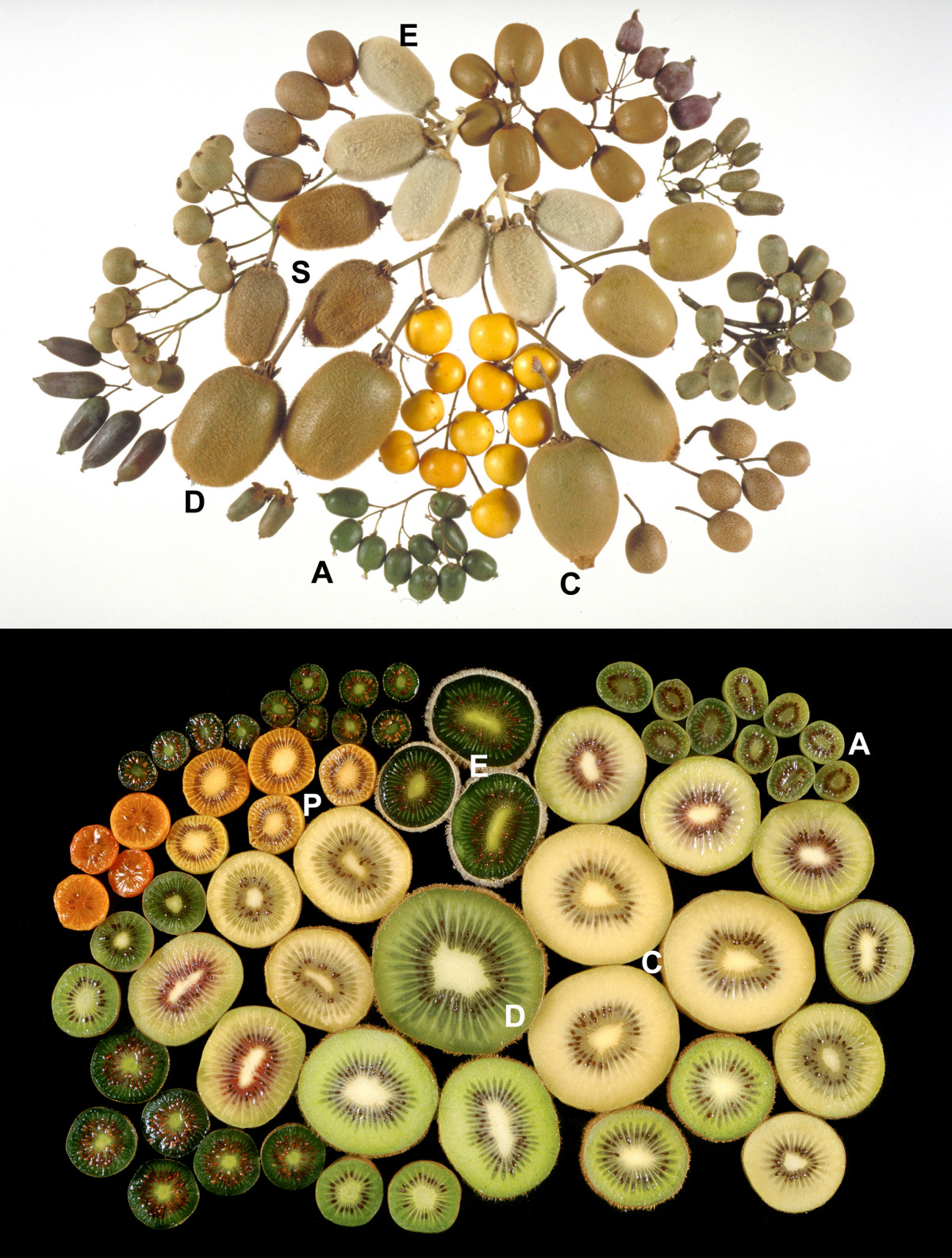
奇異果物種 A = 软枣猕猴桃 （A. arguta）, C = 中華獼猴桃 （A. chinensis）, D = 美味獼猴桃  （A. deliciosa）, E =毛花獼猴桃 （A. eriantha）, I =中越獼猴桃  （A. indochinensis）, P =葛棗獼猴桃 （A. polygama）,
 S =臺灣羊桃 （ A. setosa）

## 延伸閱讀
[在维基数据编辑]
 《植物名實圖考·獮猴桃》，出自吳其濬《植物名實圖考》
- Vietmeyer, Noel D. . National Geographic. Vol. 171 no. 5. May 1987: 683–688. ISSN 0027-9358. OCLC 643483454.